# Výškovice (Chodová Planá)

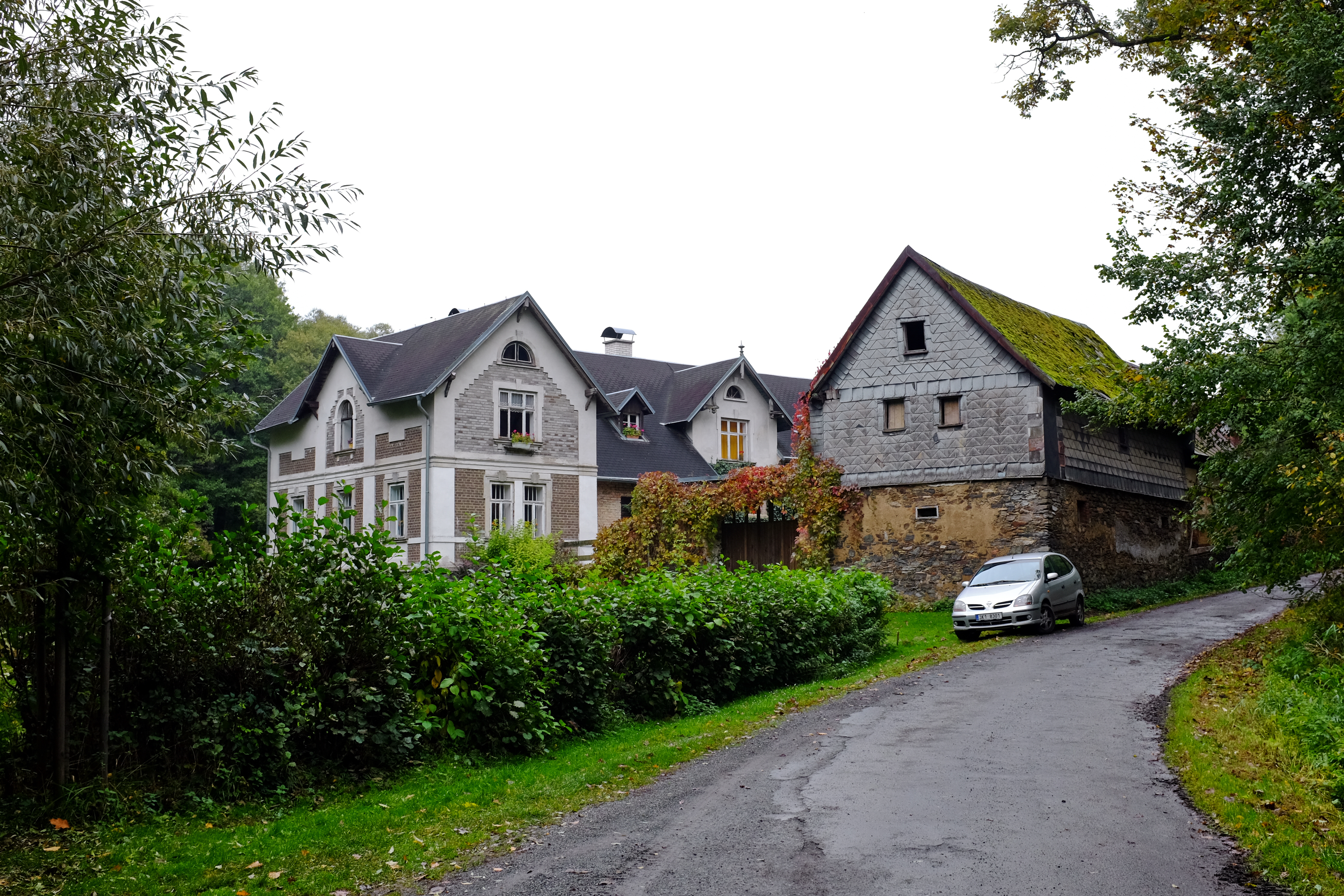
Výškovice statek

Výškovice (německy Wischkowitz) jsou zaniklá vesnice, jejíž zbytky a katastrální území Výškovice u Michalových Hor o rozloze 4,45 km² jsou ZSJ Boněnova, městyse Chodová Planá v okrese Tachov. Ves leží v CHKO Slavkovský les, asi dva kilometry severně od Boněnova, 6,5 kilometru severovýchodně od Chodové Plané, sedm kilometrů jihovýchodně od Mariánských Lázní a sedm kilometrů jihozápadně od Teplé. Po druhé světové válce byla osada z větší části vysídlena odsunem Němců, v průběhu šedesátých let se vylidnila zcela a oficiálně zanikla roku 1974, dochoval se jeden statek (Boněnov čp. 2, dvůr Engelberta Weigela) a památkově chráněná kaple s památnou lípou.

## Historie
První písemná zmínka o osadě pod jménem Viskovici se vztahuje k roku 1273. Po celou dobu vrchnostenské správy patřila vesnice k tepelskému klášteru. Největšího rozvoje dosáhla obec kolem roku 1930, kdy zde žilo v 33 domech 183 obyvatel. Po druhé světové válce bylo německé obyvatelstvo vysídleno, zcela se ves vylidnila v průběhu šedesátých let a domy byly do sedmdesátých let zbořeny s výjimkou statku čp. 2, který je částečně zrekonstruovaný, v jeho hospodářském přístavku lze spatřit částečně zachovalé hrázdění. Jinak jsou zbytky zástavby zarostlé bolševníkem.
Ves tvořily především selské dvory, z nichž mnohé patřily k cenným ukázkám hrázděné lidové architektury (tzv. Fachwerk), například statek čp. 4 Beim Haidel a dvůr čp. 9 Beim Flaucher. Kaple z roku 1775 vystavěná na náklady rolníků Jana Jiřího Wurtingera a jeho zetě Eliáše Zaschkeho dosud stojí na bývalé návsi, po roce 1945 zmizelo její vnitřní zařízení. Před kaplí stojí asi 200 let stará památná lípa. Cesta k boněnovské křižovatce je lemována alejí jírovce a cestou dolů k Boněnovu je výhled na pásmo Českého lesa. Ve vsi pramení Výškovický potok.
Z někdejšího Goethova památníku z roku 1931 upomínajícího na básníkovu návštěvu zdejší oblasti 21. srpna 1821 zbyl jen balvan, na kterém byla původně umístěna mramorová deska s Goethovou plastikou a nápisem: „Zur Erinnerung an die Durchreise unseres Dichterfürsten Johann Wolfgang von Goethe am 21. August 1821“. Po roce 1970 vše zmizelo. Za první světové války padlo jedenáct zdejších mužů, jim byl postaven pomník na rozcestí u rybníka.
V roce 1947 se zde natáčel film Ves v pohraničí, čímž zůstal z několika záběrů zachován dokument o podobě vsi a zdejších dvorů, většina záběrů však pochází z barrandovských ateliérů. Film vznikl rok po odsunu Němců a domy nesou stopy po rabování, děj filmu však špatný stav budov připisuje původnímu obyvatelstvu a vkládá naděje do nových osadníků.
Přímo do vsi nevede pěší ani cyklistické turistické značení, vsí však prochází silnička. Nejbližší veřejná doprava je v Boněnově, kam v pracovní den zajíždí několik autobusů denně.

## Obyvatelstvo
| Rok            | 1869 | 1880 | 1890 | 1900 | 1910 | 1921 | 1930 | 1950 | 1961 | 1970 | 1980 | 1991 | 2001 | 2011 |
| -------------- | ---- | ---- | ---- | ---- | ---- | ---- | ---- | ---- | ---- | ---- | ---- | ---- | ---- | ---- |
| Počet obyvatel | 170  | 166  | 160  | 190  | 160  | 161  | 183  | 31   | 12   | -    | -    | -    | -    | -    |
| Počet domů     | 29   | 28   | 30   | 32   | 33   | 33   | 33   | 12   | -    | -    | -    | -    | 1    | 1    |

## Pamětihodnosti
- Kaple Dobré rady Panny Marie, pozdně barokní objekt na místě zaniklé vesnice.[6]